# Charlotte Bühler

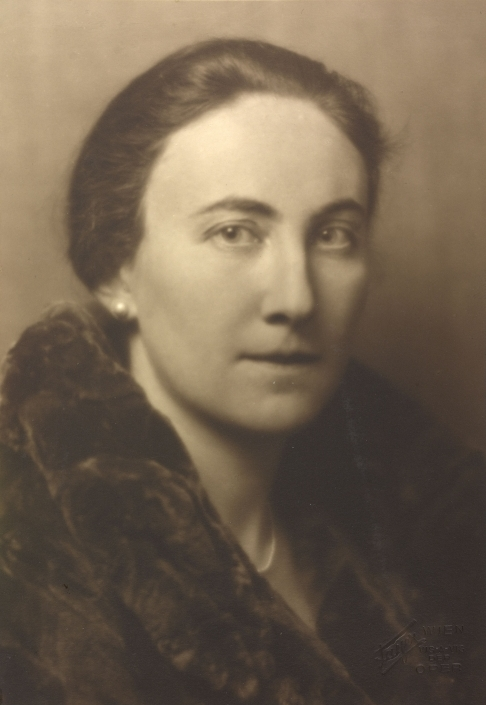
Charlotte Bühler in 1927

Charlotte Bertha Bühler (geboren Malachowski), (Berlijn, 20 december 1893 — Stuttgart, 5 februari 1974) was een Amerikaans psychologe van Duitse origine, echtgenote van Karl Bühler. Ze was hoogleraar in Duitsland, maar zag zich om haar joodse origine in 1938 genoodzaakt dat land te ontvluchten. Via Nederland en Noorwegen bereikte zij de Verenigde Staten.
Zij geldt als een van de grondleggers van de Humanistische psychologie. Ze kreeg vooral bekendheid door haar publicaties over de puberleeftijd en de ontwikkelingstest die zij ontwierp voor jonge kinderen.

## Belangrijkste publicaties

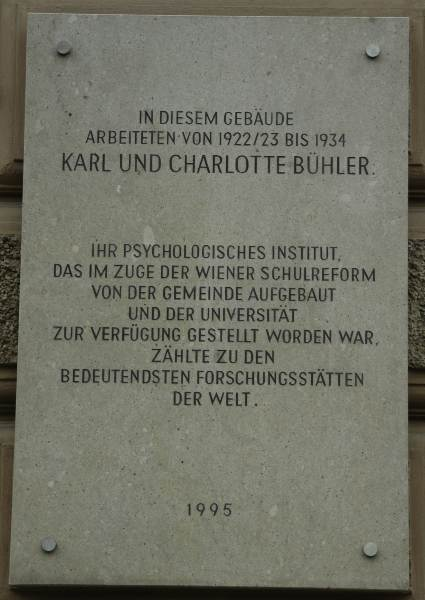
plaquette

- Das Märchen und die Phantasie des Kindes (1918)
- Das Seelenleben des Jugendalters (1922)
- Das Seelenleben des Jugendlichen : Versuch einer Analyse und Theorie der psychischen Pubertät (1925)
- Zwei Knabentagebücher (1925)
- Zwei Mädchentagebücher (1927)
- Kindheit und Jugend (1928, 1933)
- Jugend und Beruf : Kritik und Material (1931)
- Kleinkindertests (1932)
- Jugendtagebuch und Lebenslauf (1932)
- Der menschliche Lebenslauf als psychologisches Problem (1933, Ned. vert.: De menselijke levensloop als psychologisch probleem, 1962)
- Drei Generationen im Jugendtagebuch (1934)
- Praktische Kinderpsychologie (1937; Ned. vert.: Practische kinderpsychologie, 1938)
- Kind und Familie (1938)
- De kindertijd : een boek voor moeders (1941)
- Development of the basic Rorschach score with manual of directions (1949)
- Childhood problems and the teacher (1952)
- Der Welt-test (1955)
- Values in psychotherapy (1962)
- Psychologie im Leben unserer Zeit (1962; Ned. vert.: Psychologie in de moderne wereld, 1964)
- The course of human life : a study of goals in the humanistic perspective (1968)
- Wenn das Leben gelingen soll : Psychologische Studien über Lebenswartungen und Lebensergebnisse (1969; Ned. vert.: Slagen in het leven, 1970, ISBN 901000015X)
- Persoonlijkheid en ontwikkeling : bijdragen aan de algemene, de klinische en de ontwikkelingspsychologie, opgedragen aan prof. dr. P.J.A. Calon (1971), ISBN 90-6020-104-3
- Introduction to humanistic psychology (1972; Ned. vert.: Inleiding tot de humanistische psychologie, 1975, ISBN 90-263-0296-7)

- Bibsys: 90123087
- Biblioteca Nacional de Chile: 000101371
- Bibliothèque nationale de France: cb12776377z (data)
- Catàleg d'autoritats de noms i títols de Catalunya: 981058521609506706
- Digitale Bibliotheek voor de Nederlandse Letteren: buhl002
- Gemeinsame Normdatei: 118664565
- International Standard Name Identifier: 0000 0000 8096 7166
- Library of Congress Control Number: n50045568
- Nationale Bibliotheek van Letland: 000216166
- Bibliotheek van het Japanse parlement: 00463973
- Nationale Bibliotheek van Tsjechië: ola2002157921
- Nationale bibliotheek van Australië: 35270748
- Nationale Bibliotheek van Israël: 987007275456405171
- Nationale Bibliotheek van Polen: a0000001207003
- Nederlandse Thesaurus van Auteursnamen: 072004339
- SNAC: w64179jz
- Système universitaire de documentation: 114168806
- Trove: 891251
- Virtual International Authority File: 17348592
- WorldCat: E39PBJfWYBc9dyg7rcdp8PTyh3